# U.S. Men's Clay Court Championships 2024
U.S. Men's Clay Court Championships 2024 — тенісний турнір, що проходив на ґрунтових кортах у місті Х'юстон, США з 1 до 7 квітня. Належав до категорії ATP 250.

## Фінальна частина

### Одиночний розряд
Бен Шелтон —  Френсіс Тіафо 7–5, 4–6, 6–3

### Парний розряд
Макс Перселл /  Джордан Томпсон —  Вільям Блумберґ /  Джон Пірс (тенісист) 7–5, 6–1